# Let's Cha Cha with Puente
| Recensione | Giudizio |
| ---------- | -------- |
| AllMusic   | [ 1 ]    |

Let's Cha Cha with Puente è un album di Tito Puente, pubblicato dalla RCA Records nel gennaio 1957.

## Tracce
Lato A
1. Lindo cha-cha – 2:56 (Tito Puente)
2. It's the Bururu (Dame el Bururu) – 3:24 (Obdulio Morales)
3. Vibe Guajira (Guajira en vibrafono) – 2:21 (Tito Puente)
4. Let's Cha-Cha – 2:44 (Ray Coen)
5. Ki-Ku-Ki-Kan – 3:14 (Raul Azpiazu)
6. Habanero – 3:04 (Ray Coen)

Lato B
1. Just for You – 3:00 (Johnny Conquet)
2. Cha-cha fiesta – 2:50 (Johnny Conquet)
3. Cha charugao – 2:21 (Justi Barreto)
4. You Are an Angel – 2:42 (Justi Barreto)
5. Guaririambo – 3:27 (Mongo Santamaría)
6. Cubarama – 4:18 (Tito Puente)

Edizione CD del 2004, pubblicato dalla BMG Special Products Records (75517489712)
1. Lindo cha-cha – 2:56 (Tito Puente)
2. It's the Bururu (Dame el Bururu) – 3:24 (Obdulio Morales)
3. Vibe Guajira (Guajira en vibrafono) – 2:21 (Tito Puente)
4. Vamos a bailar (Let's Dance) (Let's Go Cha Cha) – 2:44 (Ray Coen)
5. Ki-Ku-Ki-Kan – 3:14 (Raul Azpiazu)
6. Habanero – 3:04 (Ray Coen)
7. Just for You – 3:00 (Johnny Conquet)
8. Cha-cha fiesta – 2:50 (Johnny Conquet)
9. Cha charuguao – 2:21 (Justi Barreto)
10. You Are an Angel – 2:42 (Justi Barreto)
11. Guaririambo – 3:27 (Mongo Santamaria)
12. Cubarama – 4:18 (Tito Puente)
13. Así es como era (Malibú) – 3:56 (Tito Puente) – Bonus Track

## Musicisti
- Tito Puente - vibrafono, timbales, percussioni, voce
- Jerry Sanfino - sassofono alto, flauto
- Allen Fields - sassofono alto
- Marty Holmes - sassofono tenore
- Eddie Caine - sassofono tenore
- Ray Beckenstein - sassofono tenore
- Joe Grimm - sassofono baritono
- Bernie Glow - tromba
- Jimmy Frisaura - tromba
- Frank Lo Pinto - tromba
- Gene Rapetti - tromba
- Al DiRisi - tromba
- Alvin Gellers - pianoforte
- Al Casamenti - chitarra
- Bobby Rodriguez - contrabbasso
- Willie Bobo - bongos, güiro, timbales
- Mongo Santamaría - congas